# Château-ferme de Falaën

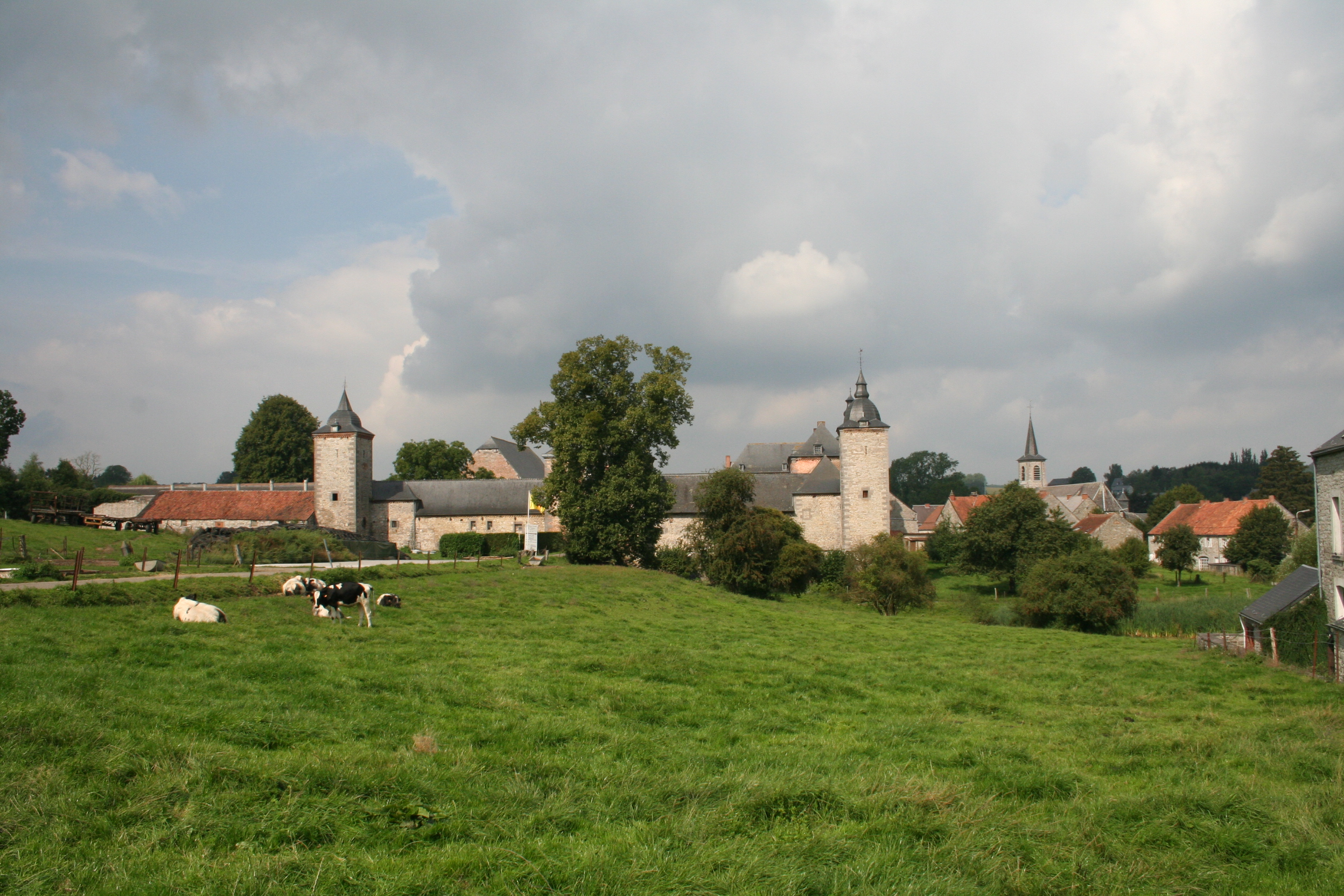
Le château-ferme de Falaën.

Le château-ferme de Falaën est une ancienne demeure fortifiée de Belgique située en Wallonie dans le village de Falaën, section de la commune d’Onhaye en province de Namur.
Le château a été bâti par la famille Polchet entre 1670 et 1673. Il s’agissait à l’origine d’un vaste quadrilatère défendu par quatre tours d’angle et une tour-porche munie d’un pont-levis comme la petite bourgeoisie terrienne élevait à cette époque pour se protéger des bandes de pillards. 
Au XVIIIe siècle, le château-ferme passe à la famille Coppin. Il reste en sa possession pendant deux siècles. Grâce à la popularité de cette famille, le château traverse sans encombre la période révolutionnaire. Il n’est revendu qu’au milieu du XXe siècle à la famille Delhaye. 

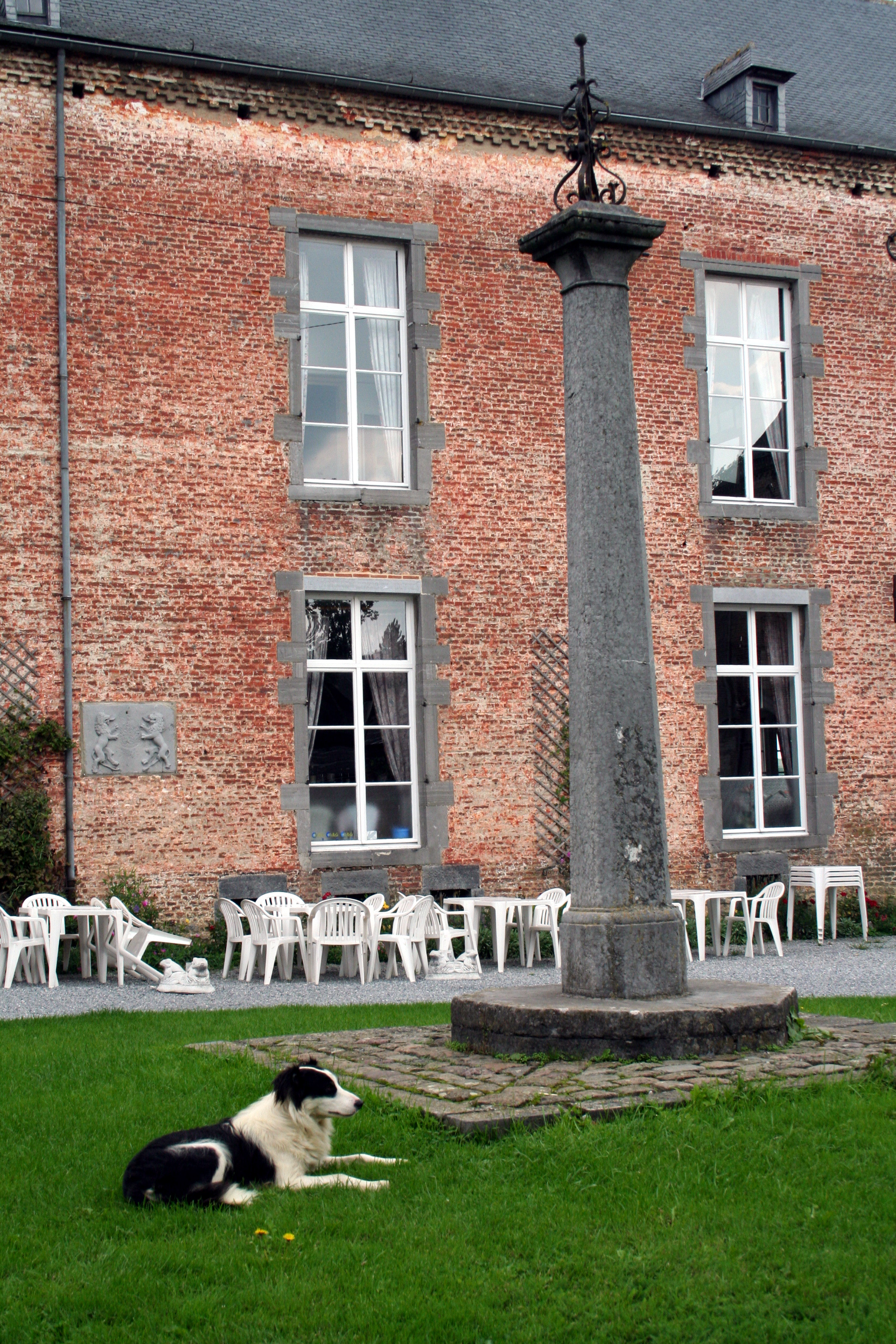
Le pilori du château-ferme.

L'édifice a perdu une tour, ses douves, son pont-levis et une partie des bâtiments fermant le côté sud. 
Dans la cour se trouve une colonne pilori, ce qui est rare dans une ferme-château.